# دامنه احتمال
در مکانیک کوانتومی، دامنه احتمال یک عدد مختلط است که برای توصیف رفتار سیستم‌ها استفاده می‌شود.

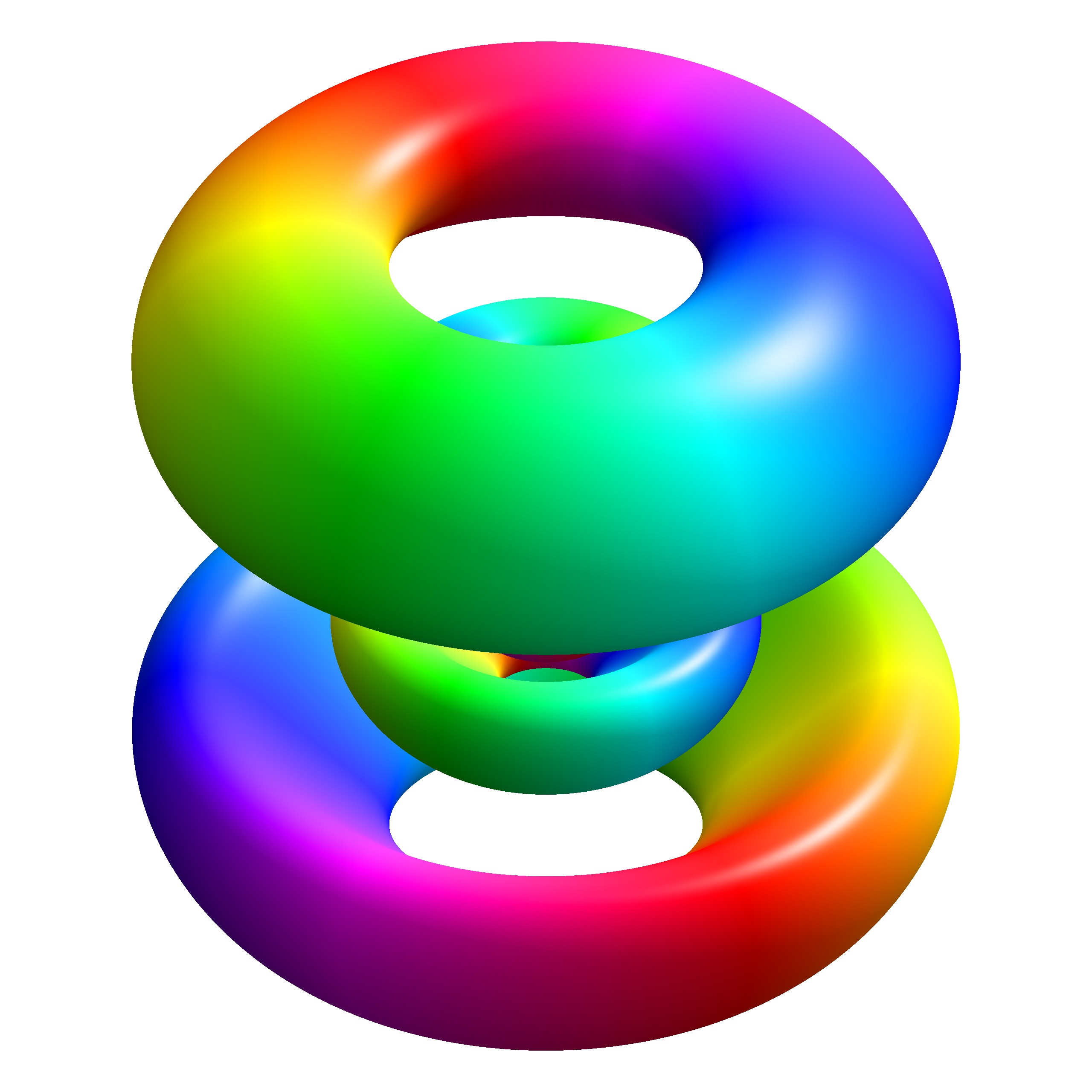
یک تابع موج برای یک الکترون منفرد در اوربیتال اتمی ۵ بعدی یک اتم هیدروژن.